# Ashama ibn Abjar
Armah ou Ashama Ibn Abjar (meurt vers 631) est un roi aksoumite. Il est le Négus d'Abyssinie, à l'époque royaume d'Aksoum à qui le prophète de l'islam Mahomet écrivit et dont fait mention la tradition islamique. 
Selon l'imam Abou Dawoud, Armah se serait converti à l'islam : "Al-Khattâbî écrit : "Le Négus était un musulman : il avait cru en le Prophète ; mais il cachait sa foi" (Ma'âlim us-sunan, cité dans Ahkâm ul-janâ'ïz, p. 119) (voir le hadîth rapporté par Abû Dâoûd, 3205, Ahmad, 4386).
En 615, il semblerait, que Dja'far b. Abû Tâlib, le frère d'Ali et le cousin de Mahomet, à la tête qu'un groupe de convertis, s'exila auprès du négus qui accueillit ces réfugiés menacés par l'opposition des Qurayshites de la Mecque à un islam naissant et qui refusa de livrer cette communauté réclamée par Abû Sufyan, du clan des Bânu Umayya.

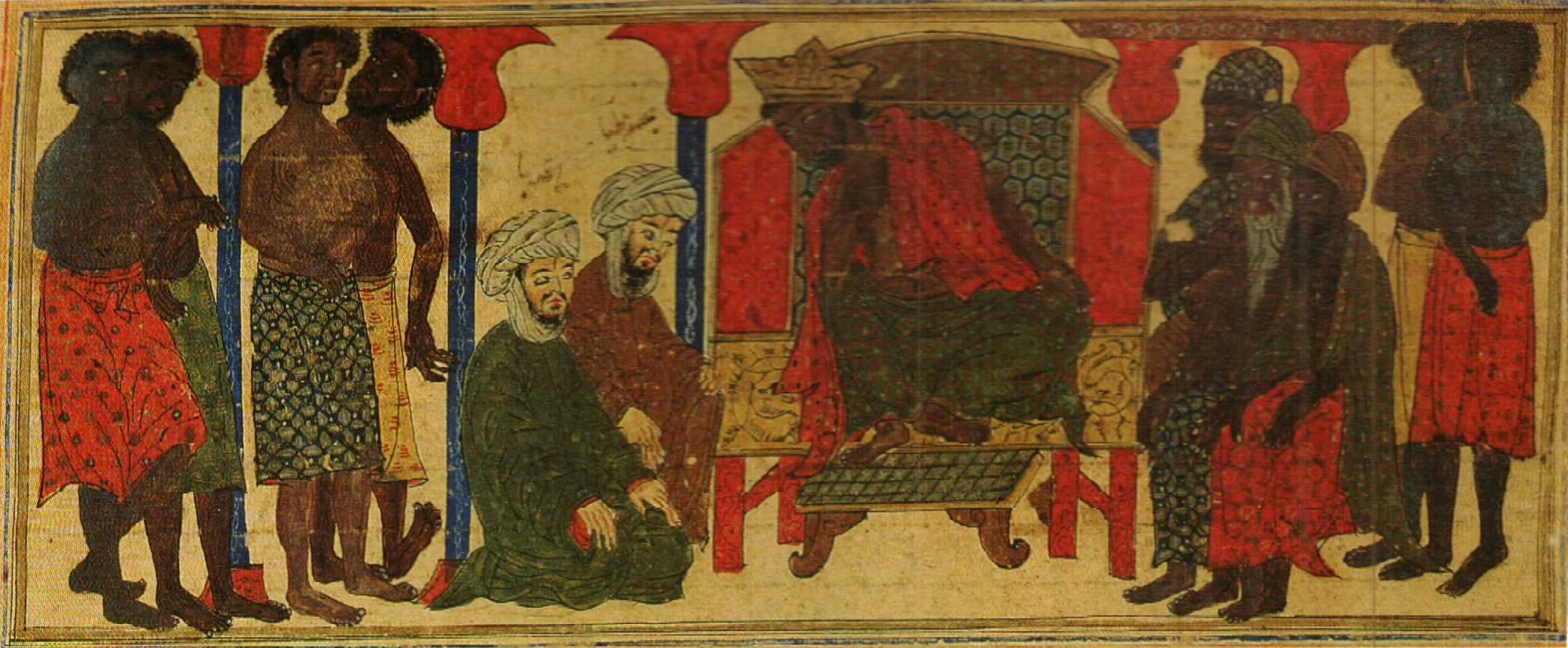
Illustration du manuscrit lHistoire du monde (Jami al-tawarikh) de Rachi al-Din, représentant le Negus d'Abyssinie (traditionnellement attribué au roi d'Axoum) refusant la demande d'une délégation mecquienne exigeant de lui de céder les musulmans, 1314.